# Black Is the Colour (Of My True Love's Hair)
Black Is the Colour (Of My True Love's Hair) è un canto popolare tradizionale, originario della regione degli Appalachi negli Stati Uniti, tuttavia secondo il musicologo Alan Lomax, questo canto è di  origine scozzese, in quanto la canzone è un remake americano di materiali britannici. 
Il brano è entrato a far parte dei repertori dei più svariati generi musicali: dal genere folk, country e americana, folk rock, folk psichedelico, indie folk, indie rock a standard jazz, dub, trance, musica classica, crossover (classico/popolare), ecc.

## La storia e il testo
Di questa canzone esistono diverse versioni, i testi sono talvolta indirizzati a soggetti femminili e altre volte maschili.
Anche le melodie sono distinte, una è quella tradizionale e l'altra è quella, scritta dal cantante folk e compositore del Kentucky John Jacob Niles. 
Questa melodia è stata utilizzata nella raccolta Folk Songs di Luciano Berio.

## Altre versioni
- Natasha Atlas
- Patty Waters
- Jo Stafford
- Robert Shaw Chorale
- Phineas Newborn Jr.
- Smothers Brothers
- Hamish Imlach
- Luka Bloom
- The Human Beinz
- Esther Ofarim
- Alfred Deller, Desmond Dupré, Mark Deller
- Marc Johnson
- Joe Sample
- Susan McKeown
- Judy Collins
- Niamh Parsons
- Gaelic Storm
- Cara Dillon
- Blue Mountain
- Ensemble Planeta
- Nurse with Wound
- Paul Weller
- The Corrs
- Arborea
- Brian McFadden
- Méav Ní Mhaolchatha
- Shearwater
- Peter Hollens, Avi Kaplan
- Coppelius
- Rhiannon Giddens
- Damien Leith
- Sinéad O'Connor
- Christy Moore
- Nina Simone